# Viva mi patria Bolivia
«Viva mi patria Bolivia» es una canción patriótica boliviana, considerada uno de los himnos más representativos del sentimiento nacionalista del país. Con letra del poeta y cantor salvadoreño Ricardo Cabrera, y la del compositor Apolinar Camacho, esta obra ha trascendido generaciones como expresión del amor por la patria y es entonada frecuentemente en actos cívicos, desfiles escolares y celebraciones nacionales.

## Historia
La canción fue compuesta en el año 1939, originalmente llamada "A Bolivia", de género musical cueca.La canción fue escrita y compuesta por el escritor boliviano Apolinar Camacho. Según testimonio del propio Camacho, la música y la primera estrofa de la letra fueron creadas por él; la segunda y tercera estrofa le corresponden a Ricardo Cabrera, un poeta y cantor salvadoreño a quien Camacho conoció entre 1943 y 1944, cuando interpretaba en piano y canto sus composiciones en Radio Illimani.En 1946 la canción fue registrada oficialmente con el nombre "Viva mi patria Bolivia" y fue estrenada en una audición radial.En ese mismo año, para el sello Odeón de Argentina fue grabada en disco por el dúo “Las Kantutas”, con el acompañamiento del maestro Gilberto Rojas y su conjunto.
La cueca quedó en el olvido hasta 1963, cuando la selección boliviana de fútbol se coronó ganadora del Campeonato Sudamericano. Entonces el pueblo le cambió de nombre por "Viva mi Patria, Bolivia". Por 1969, el poeta salvadoreño Ricardo Cabrera, que residía en Lima, en carta al encargado de negocios de Bolivia en Perú, cedió sus derechos de autor al Estado de Bolivia.

## Letra
A un principio la canción estaba compuesta solo por dos estrofas y posteriormente se agregó una tercera que le corresponden a Ricardo Cabrera, poeta salvadoreño al que Camacho conoció en los años 1943 y 1944.
La letra de «Viva mi patria Bolivia» exalta los valores de libertad, sacrificio y orgullo nacional. Uno de los versos más reconocidos dice:
«Viva mi patria Bolivia, una gran nación…»
Aunque no tiene carácter oficial como himno, la canción ha sido acogida como símbolo de unidad y patriotismo en diversos departamentos del país. Existen versiones escolares, corales y sinfónicas de la obra.

## Popularidad y uso
Durante décadas, la canción ha sido parte fundamental de actos escolares, militares y gubernamentales. En eventos como el Día de la Independencia (6 de agosto) o el Día del Mar (23 de marzo), es común escuchar esta marcha junto al Himno Nacional de Bolivia.
En las escuelas, suele interpretarse con coros infantiles, muchas veces acompañada de instrumentos de viento o bandas militares. La canción también ha sido grabada por artistas folklóricos y agrupaciones sinfónicas.

## Grabaciones y versiones
A lo largo de los años, numerosos artistas bolivianos han interpretado «Viva mi patria Bolivia», incluyendo:
- Banda Militar del Ejército de Bolivia
- Coro del Colegio Militar del Ejército
- Agrupaciones folklóricas como Los Kjarkas (en presentaciones en vivo)
- Versiones instrumentales y sinfónicas

## Legado
La canción representa un símbolo no oficial de identidad nacional. A pesar de no tener estatus de himno oficial, "Viva mi patria Bolivia" goza de un gran respeto entre la población y se mantiene vigente como expresión del amor por la tierra natal.
Muchos estudiosos de la música boliviana la consideran una de las composiciones patrióticas más importantes del país, tanto por la fuerza de su letra como por la emotividad de su melodía.